# Yuan Ang
Yuan Ang (kineski: 袁盎; Pinyin: Yuán Àng; ? - 148. pr. Kr.) bio je kineski ministar iz perioda dinastije Han. Služio je careve Wena i Jinga.
Biografija mu je navedena u Shijiju i Han Shuu.  
Godine 148. pr. Kr. ubijen je nakon što su neki od njegovih prijedloga iritirali Liu Wua (劉武), princa od Lianga, carevog brata.